# Duoranjaureh (Vilhelmina socken, Lappland, 722693-143498)
Duoranjaureh är en sjö i Vilhelmina kommun i Lappland och ingår i Ångermanälvens huvudavrinningsområde. Sjön har en area på 0,0662 kvadratkilometer och ligger 803,2 meter över havet. Duoranjaureh ligger i Vardo- Laster- och Fjällfjällen Natura 2000-område.

## Delavrinningsområde
Duoranjaureh ingår i det delavrinningsområde (722777-143548) som SMHI kallar för Utloppet av 722698-143540. Medelhöjden är 820 meter över havet och ytan är 2,53 kvadratkilometer. Räknas de 2 avrinningsområdena uppströms in blir den ackumulerade arean 7,68 kvadratkilometer. Vattendraget som avvattnar avrinningsområdet har biflödesordning 3, vilket innebär att vattnet flödar genom totalt 3 vattendrag innan det når havet efter 406 kilometer. Avrinningsområdet består mestadels av kalfjäll (86 procent). Avrinningsområdet har 0,35 kvadratkilometer vattenytor vilket ger det en sjöprocent på 13,7 procent.